# Flugplatz Môle-Saint-Nicolas

i7
i11
i13
Der Flugplatz Môle-Saint-Nicolas (französisch Aéroport Môle-Saint-Nicolas, Haitianisch-Kreolisch Ayewopò Mòl Sen Nikola, LID: HT-0009) liegt im Département Nord-Ouest von Haiti im äußersten Nordwesten des Landes.

## Beschreibung
Der Flugplatz Môle-Saint-Nicolas liegt mit seiner 600 Meter langen Piste nordnordöstlich der Gemeinde.
Die Piste wird von Chartermaschinen genutzt; Mission Aviation Fellowship nennt Môle-Saint-Nicolas als einen von Port-au-Prince aus bedienten Zielflugplatz.
Bis 1994 diente der Flugplatz als „Bowen Airfield“ der haitianischen Luftwaffe (Corps d’Aviation des Forces Armées d’Haïti) neben Clercine, Port-au-Prince, als zweiter Standort.